# Tillandsia 'Sentry'
Tillandsia 'Sentry' es un  cultivar híbrido del género Tillandsia perteneciente a la familia  Bromeliaceae.
Es un híbrido creado en el año 1980 con las especies Tillandsia lampropoda × Tillandsia  deppeana.